# Abraxas macroplaca
Abraxas macroplaca là một loài bướm đêm trong họ Geometridae.